# Randy Matson
James Randel „Randy” Matson (ur. 5 marca 1945 w Kilgore, w Teksasie) – amerykański lekkoatleta, kulomiot. Dwukrotny medalista olimpijski. 
Wychował się w mieście Pampa w Teksasie. Pierwsze sukcesy sportowe odniósł w szkole średniej, kiedy był czołowym zawodnikiem regionu w lekkiej atletyce, koszykówce i futbolu amerykańskim. 
W 1964 podjął studia na Texas A&M University. W tym samym roku zakwalifikował się na igrzyska olimpijskie w Tokio, gdzie w pchnięciu kulą zdobył srebrny medal za swym rodakiem Dallasem Longiem. W 1965 wygrał uniwersjadę w Budapeszcie.
Między 1965 a 1971 wziął udział w 79 zawodach, wygrywając 73 z nich. W 1965 pobił rekord świata doprowadzając go do wyniku 21,52 m. W 1967 poprawił swój rekord świata rezultatem 21,78 m. Wynik ten został poprawiony dopiero w 1973. W 1967 Matson zdobył złoty medal na igrzyskach panamerykańskich w Winnipeg. W tym samym roku osiągnął w rzucie dyskiem wynik 65,15 m, krótszy od ówczesnego rekordu świata zaledwie o 7 cm.
Zwyciężył w pchnięciu kulą na igrzyskach olimpijskich w 1968 w Meksyku. W 1970 został wybrany Lekkoatletą Roku miesięcznika Track & Field News. Nie zakwalifikował się na igrzyska olimpijskie w 1972 w Monachium (był czwarty w amerykańskich eliminacjach). Wkrótce potem zakończył karierę sportową.
Był mistrzem Stanów Zjednoczonych w pchnięciu kula w 1964, 1966, 1967, 1968, 1970 i 1972, a także akademickim mistrzem USA (NCAA) w pchnięciu kulą i rzucie dyskiem w 1966 i 1967.